# Casanovas
Casanovas è un gruppo musicale svedese formatosi nel 1989. È attualmente costituito dai musicisti Jimmy Lindberg, Henrik Sethsson, Stefan Ryding, Simon Bondesson e Victor Lindberg.

## Storia del gruppo
I Casanovas hanno piazzato diversi dischi nella Sverigetopplistan, tra cui Kom och sjung halleluja (2016) al 2º posto.
Hanno cercato di rappresentare la Svezia all'Eurovision Song Contest 2023, partecipando a Melodifestivalen con l'inedito Så kommer känslorna tillbaka, vincitore di un premio Grammis.

## Formazione
Attuale
- Jimmy Lindberg – voce, chitarra (1989-presente)
- Henrik Sethsson – voce, tastiere (2006-presente)
- Stefan Ryding – voce, basso (2001-presente)
- Victor "Harry" Lindberg – chitarra (2022-presente)
- Simon Bondesson – batteria (2022-presente)

Ex componenti
- Henrik Hovbrandt – basso (1989-1996)
- Pontus Björsner – voce, tastiere (1989-2010)
- Andreas Hedenskog – voce (1989-2004)
- Mattias Andersson – voce, basso (1997-2001)
- Daniel Blüthl-Larsson – batteria (1989-2009)
- Hans Plahn – batteria (2009-2022)

## Discografia

### Album in studio
- 2000 – I varje del av mitt hjärta
- 2007 – Nu kommer jag tillbaks
- 2013 – Sommar i Sverige
- 2014 – Hon ska bli min
- 2016 – Kom och sjung halleluja
- 2018 – Vi lever här och nu
- 2020 – Mota olle i grind

### Album dal vivo
- 2012 – Livet börjar nu
- 2017 – Ut i livet

### Singoli
- 2014 – Heart Breaking Down
- 2015 – På't igen
- 2016 – Våga stuffa
- 2016 – Tills jag kommer hem (con Andreas Olsson)
- 2016 – Cykla in i baren
- 2016 – Byns enda blondin
- 2016 – En sista drink
- 2016 – Driving Home for Christmas
- 2017 – Ut i livet
- 2017 – Tänk om du visste (feat. Blender)
- 2017 – Party i våran buss
- 2017 – Satsa allt på ett kort
- 2017 – Tänd ett ljus för alla dom
- 2018 – Vi lever här och nu
- 2018 – What Is Love
- 2018 – Ängarna/Lite mer av din tid
- 2019 – En bättre man/Vad ska jag ta mig till
- 2019 – Ikväll är det jag som är kung
- 2019 – I decembernatt
- 2019 – Ängarna
- 2020 – Om den dagen/Vi bygger en bro
- 2020 – Mota olle i grind (Amanda Lind)
- 2020 – Ger du mig naket (går jag i taket)
- 2020 – Jag sjunger den för dig/Akta dig för svärmor
- 2020 – Mitt hjärta i din hand
- 2021 – Sanna
- 2021 – Karl-Bertil Jonssons julafton
- 2022 – Varje gång du ber mig/Du får mig att må bra
- 2022 – Sommar'n är här
- 2022 – Regn i oktober
- 2023 – Så kommer känslorna tillbaka (con J.O.X)
- 2023 – I varje litet andetag/Kan vi börja om igen
- 2023 – Snart vänder jag hem
- 2024 – Vill ha allt
- 2024 – Aja baja